# Ut unum sint

Wappen Johannes Pauls II.

Die Enzyklika Ut unum sint („Dass sie eins seien“) aus dem Jahre 1995 widmete Papst Johannes Paul II. der Ökumene. Er bekräftigt darin den Wunsch nach der Einheit aller Christen und fordert zum Dialog über die Ausübung des Petrusamts durch den Bischof von Rom auf. Der Titel der Enzyklika bezieht sich auf ein Wort Jesu aus dem Johannesevangelium (Joh 17,11.22.23 ) und indirekt auf das Dokument Unitatis redintegratio des Zweiten Vatikanischen Konzils.